# Metzo Djatah
 (septembre 2019).
Si vous disposez d'ouvrages ou d'articles de référence ou si vous connaissez des sites web de qualité traitant du thème abordé ici, merci de compléter l'article en donnant les références utiles à sa vérifiabilité et en les liant à la section « Notes et références ».
Metzo Djatah est aujourd'hui l'un des artistes majeurs de la Casamance (Sénégal). Originaire du village de Diembéring, plus précisément du quartier Houdiabousse, il est sans aucun doute la personne qui a fait de Diembéring un des villages les plus connus de la Casamance. À travers sa chanson du même nom qui est un véritable tube en Afrique, il a su mettre en mélodies toute la beauté de cette région du Sénégal. Il a aussi réalisé un clip vidéo sur ces paysages qui a connu un grand succès. Aujourd'hui, il est engagé dans la lutte pour l'enfance et l'éducation, sujets sur lesquels il a composé deux titres à succès. Nommé au prix RFI de 2011 avec son album Roots Acoustikeur, il est en 2013 le producteur et créateur de la série télévisée la plus populaire au Sénégal Dinama Nekh, aussi très populaire en Afrique de l'Ouest francophone via Internet. Cette série est la première série sénégalaise traduite en français par la chaîne française Canal+.